# Kazimierz Musielak
Kazimierz Musielak (ur. 4 grudnia 1935 w Pawłowicach) – polski polityk i pedagog, poseł na Sejm RP II kadencji.

## Życiorys
Ukończył w 1974 studia na Wydziale Filozoficzno-Historycznym Uniwersytetu im. Adama Mickiewicza w Poznaniu. Został pedagogiem, wchodził w skład władz regionalnych i centralnych Związku Nauczycielstwa Polskiego.
W 1993 uzyskał mandat posła na Sejm II kadencji. Został wybrany w okręgu leszczyńskim z listy Sojuszu Lewicy Demokratycznej. Zasiadał w Komisji Rolnictwa i Gospodarki Żywnościowej, Komisji Regulaminowej i Spraw Poselskich oraz w Komisji Edukacji, Nauki i Postępu Technicznego. Był także członkiem Podkomisji nadzwyczajnej do rozpatrzenia poselskiego projektu ustawy o rodzinnym gospodarstwie rolnym.
W 1997 otrzymał Krzyż Kawalerski Order Odrodzenia Polski.